# Большое Спицыно
Большое Спицыно — деревня в Добрянском районе Пермского края. Входит в состав Вильвенского сельского поселения.

## Географическое положение
Расположена на реке Вильва, к юго-востоку от административного центра поселения, посёлка Вильва, и к востоку от райцентра, города Добрянка.

## Население
| 2010 |
| ---- |
| 1    |

## Топографические карты
- Лист карты O-40-55 Мыс. Масштаб: 1 : 100 000. Состояние местности на 1980 год. Издание 1987 г.